# Purpurhühner
Die Purpurhühner (Porphyrio; lateinisch porphyrio „Sumpfhuhn, Teichhuhn“ von altgriechisch πορφυρίων porphyríōn „Wasserhuhn“, zu πορφύρα porphýra „Purpur, purpurn“) sind eine Gattung der Rallen, in der es mehrere flugunfähige Inselarten gibt.

## Beschreibung
Die Größe schwankt zwischen 33 cm beim Zwergsultanshuhn und 63 cm beim Südinseltakahe, der mit durchschnittlich 2,650 kg Gewicht etwa so groß wie eine Gans ist und die größte noch lebende Ralle der Welt.
Purpurhühner sind Rallen, deren Farbe Schwarz, Braun und ein metallisches Grün, Blau oder Purpur enthalten kann. Meist sind Rücken und Flügel anders gefärbt als der Bauch. Einzig das Lord-Howe-Purpurhuhn war weiß oder weiß mit blauem Anflug.

## Lebensweise
Die meisten Arten leben in Feuchtgebieten und ernähren sich von Sumpfpflanzen und/oder Insekten.

## Fortpflanzung
Neben den beiden Elterntiere beteiligen sich auch oft noch halbwüchsige Jungtiere des Vorjahres an der Brutpflege. Bei P. porphyrio kommt es auch vor, dass mehrere eierlegende Weibchen an einem Gelege beteiligt sind. Bei geringer Siedlungsdichte beteiligen sich gewöhnlich nur die Eltern an der Brut, bei hoher Besiedlungsdichte nimmt die Gruppengröße zu, da die Tiere einer Gruppe gemeinsam ein Revier besser verteidigen und dadurch größere Reviere halten können. Außerdem beteiligen sich alle erwachsenen Vögel an der Fütterung der Jungtiere.
Die Küken haben schwarze Dunen und tragen an den Flügeln Fingerkrallen. Die Jungtiere sind Nestflüchter und werden zuerst ausschließlich mit Insekten gefüttert. Später kommt nach und nach pflanzliche Nahrung hinzu.

## Arten
- Purpurhuhn (Porphyrio porphyrio); kommt im tropischen und subtropischen Eurasien, Afrika und Australien vor. Es ist die namensgebende und am weitesten verbreitete Art der Gattung.

Von dieser Art haben sich auch nahezu alle flugunfähigen Inselarten abgespalten. Die einzig überlebende Art hiervon ist der Südinseltakahe.
- Nordinsel-Takahe (Porphyrio mantelli)

- Südinseltakahe (Porphyrio hochstetteri)

Die beiden Takahēs lebten/leben im Gegensatz zu der Ursprungsart nicht in Feuchtgebieten, sondern im Hochgebirge und ernährten/ernähren sich ausschließlich pflanzlich.
- Lord-Howe-Purpurhuhn (Porphyrio albus); das Lord-Howe-Purpurhuhn war völlig weiß.

- Maskarenen-Purpurhuhn (Porphyrio coerulescens); Die Art war endemisch auf Réunion und wurde von frühen Seefahrern als „oiseau bleu“ bezeichnet. Es herrscht keine Einigkeit darüber, ob der Vogel flugfähig war oder nicht. Der Vogel war leicht zu fangen und wurde wahrscheinlich deshalb schon etwa 1730 ausgerottet. Er lebte in Bergwäldern.[1][2]

- Neukaledonisches Purpurhuhn (Porphyrio kukwiedei); Das Neukaledonische Purpurhuhn war eine sehr große, flugunfähige Purpurhuhnart.

- Koau (Porphyrio paepae); Der Koau lebte mindestens bis 1937 auf Hiva-Oa. Er war eine kleinere, wahrscheinlich flugunfähige Purpurhuhnart, deren Überreste 1986–87 von Steadman auf den nur 3 km voneinander entfernten Inseln Hiva Oa und Tahuata entdeckt wurden. Die gefundenen Knochen stammen wahrscheinlich aus der Zeit zwischen 1100 und 1200 nach Christus. Er hatte etwas zurückgebildete Flügel, war aber möglicherweise noch flugfähig. Die Art hatte wahrscheinlich noch bis 1902 überlebt und wurde damals von Paul Gauguin gemalt; ein Vogel auf dem Bild Le Sorcier d’Hiva Oa ou le Marquisien à la cape rouge soll ein Koau sein.[3]

- Porphyrio mcnabi ist eine kleine ausgestorbene Purpurhuhnart, die nach Knochenfunden beschrieben wurde. Sie wurde nach Brian K. McNab benannt, der über flugunfähige Vögel forschte. Sie ist größer als P. flavirostris und P. alleni und kleiner als das Purpurhuhn (P. porphyrio) die beiden Takahēs und P. kukwiedei. Ob der flugfähig war oder nicht, ist nicht bekannt, da bei den Funden keine Knochen des Flugapparates vorhanden waren.[4]

Die restlichen drei Arten der Purpurhühner wurden ursprünglich in eine eigene Gattung Sultanshühner (Porphyrula) gestellt und haben ein jeweils kleineres Verbreitungsgebiet als das Purpurhuhn (P. porphyrio).
- Zwergsultanshuhn (Porphyrio martinica); Brütet in den Vereinigten Staaten und auf den Karibischen Inseln

- Azursultanshuhn (Porphyrio flavirostris); Lebt in den Vereinigten Staaten, Mittel- und Südamerika und den Karibischen Inseln

- Afrikanisches Sultanshuhn, Bronzesultanshuhn (Porphyrio alleni); Brütet nur in Afrika

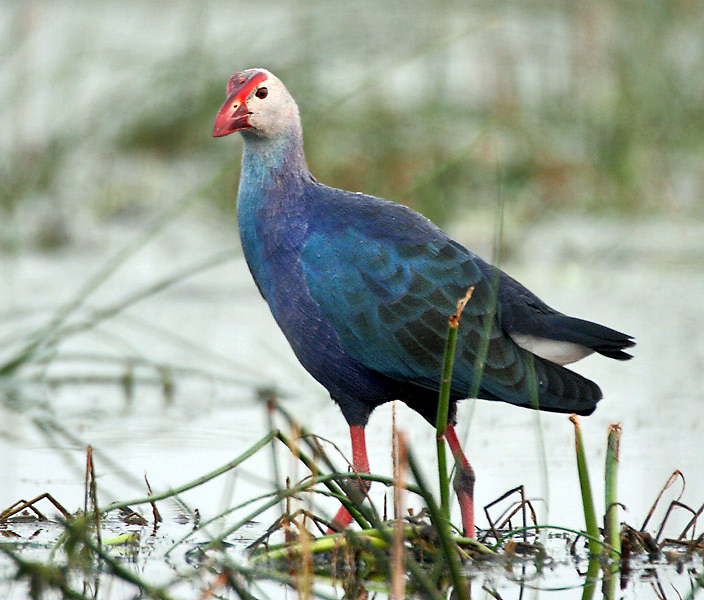
Purpurhuhn (Porphyrio porphyrio poliocephalus)
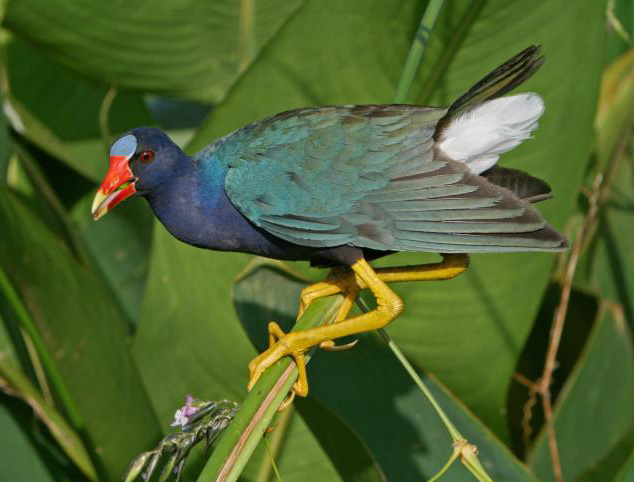
Zwergsultanshuhn (Porphyrio martinica)
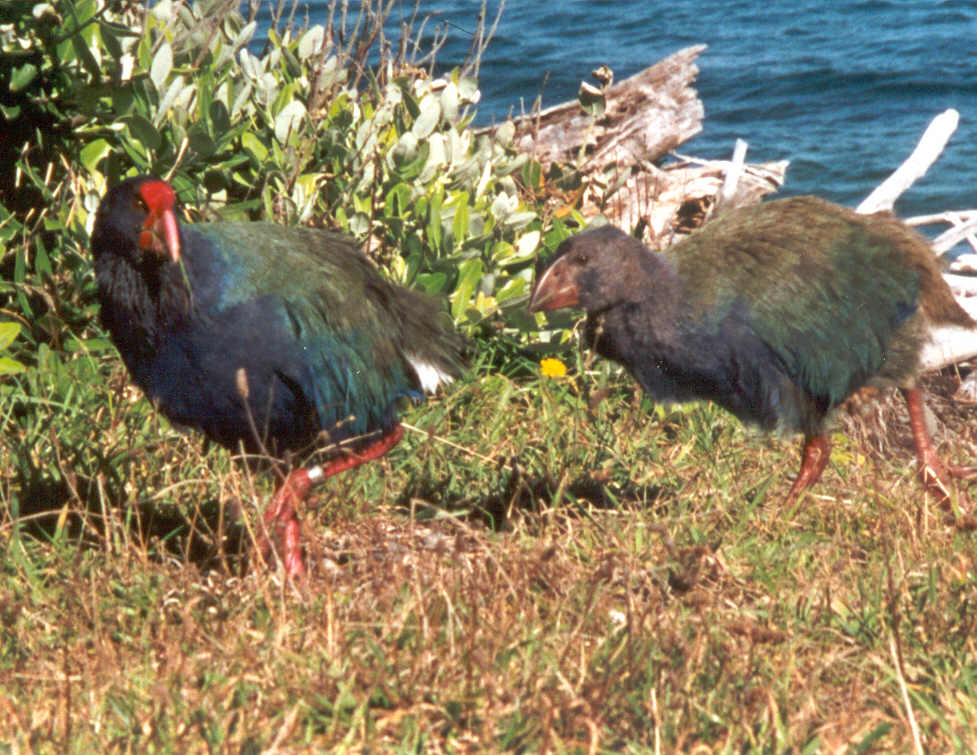
Südinseltakahe mit Küken (Porphyrio hochstetteri)
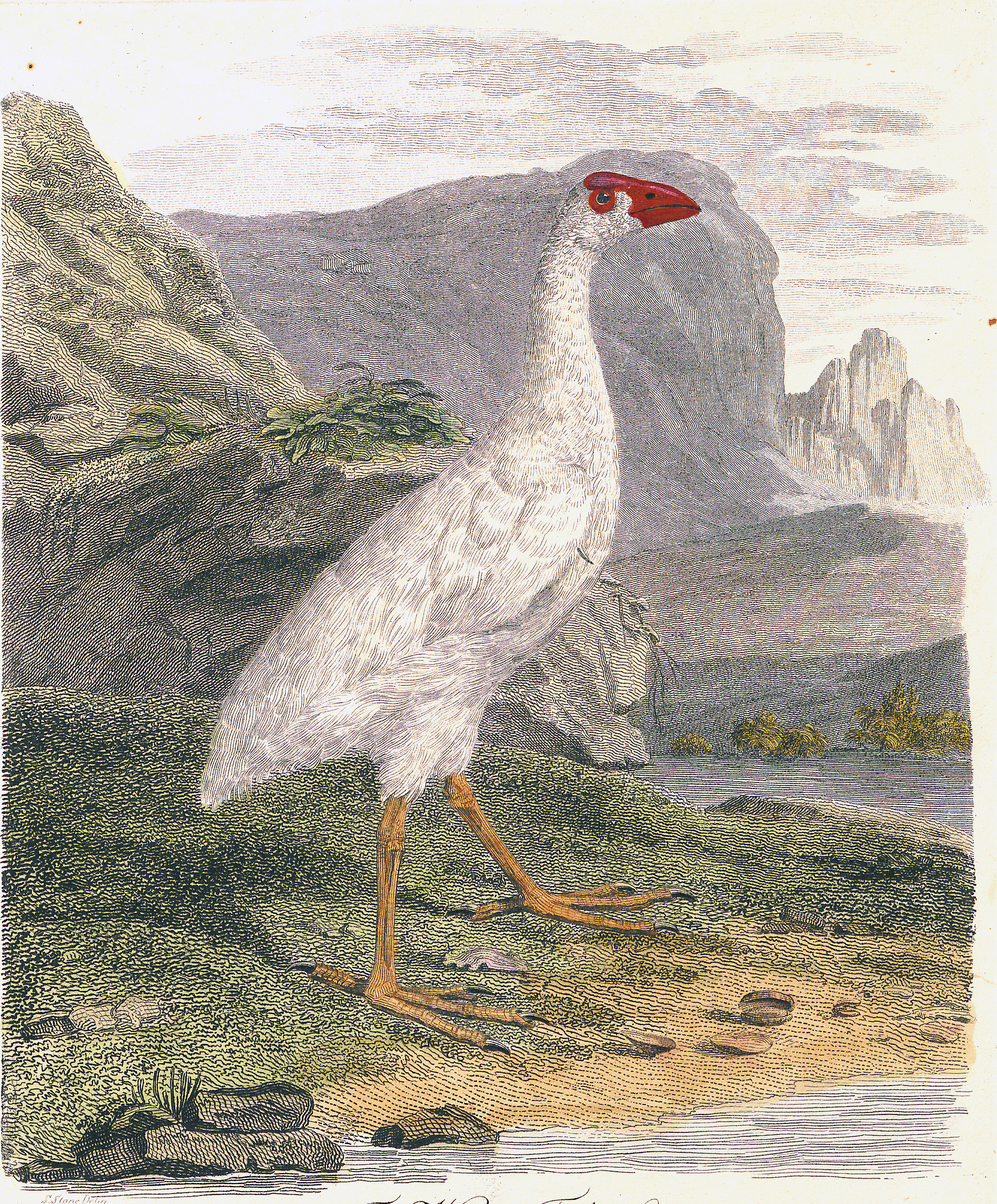
Lord-Howe-Purpurhuhn (Porphyrio albus) Illustration Sarah Stone, aus Journal of a Voyage to New South Wales, 1790
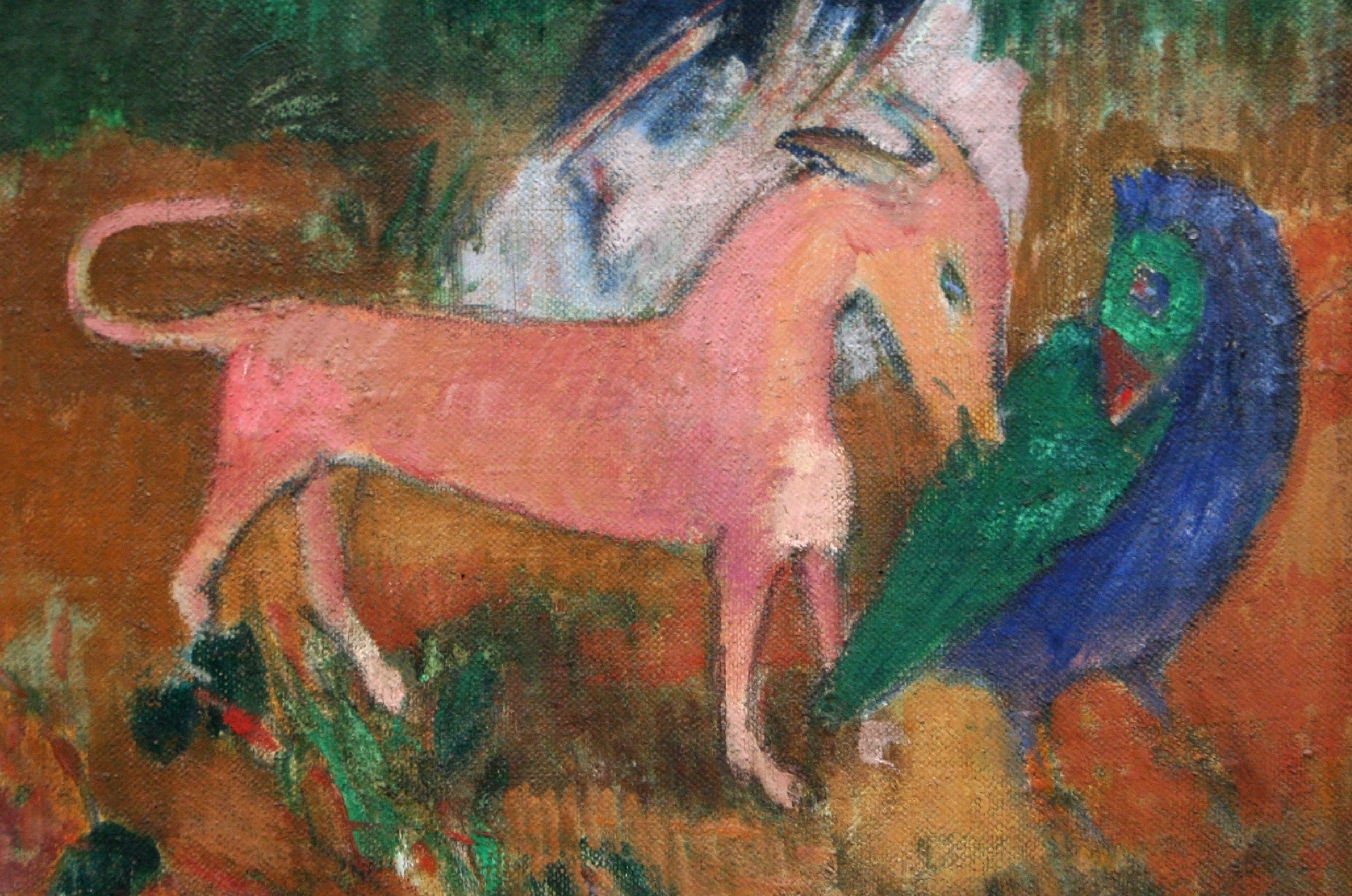
Koau (Porphyrio paepae) auf dem Gemälde von Paul Gauguin